# Tramlijn Draaibrug - Sluis
De Tramlijn Draaibrug - Sluis, was een tramlijn op meterspoor in Zeeuws-Vlaanderen. Vanuit Draaibrug liep de lijn naar Sluis.

## Geschiedenis
De lijn werd in 1887 geopend door de Stoomtram-Maatschappij Breskens - Maldeghem. Vanaf 1 augustus 1948 werd het reizigersvervoer gestaakt, in september 1949 werd ook het goederenvervoer stilgelegd en de lijn opgebroken.